# (1732) Heike
(1732) Heike – planetoida z pasa głównego asteroid okrążająca Słońce w ciągu 5 lat i 87 dni w średniej odległości 3,01 au. Została odkryta 9 marca 1943 roku w Landessternwarte Heidelberg-Königstuhl w Heidelbergu przez Karla Reinmutha. Nazwa planetoidy pochodzi od Heike Neckel wnuczki Alfreda Bohrmanna, niemieckiego astronoma. Przed nadaniem nazwy planetoida nosiła oznaczenie tymczasowe (1732) 1943 EY.